# Soto del Real
Soto del Real è un comune spagnolo di 6 166 abitanti situato nella comunità autonoma di Madrid.